# Thinsulate
 (juin 2015).
Si vous disposez d'ouvrages ou d'articles de référence ou si vous connaissez des sites web de qualité traitant du thème abordé ici, merci de compléter l'article en donnant les références utiles à sa vérifiabilité et en les liant à la section « Notes et références ».

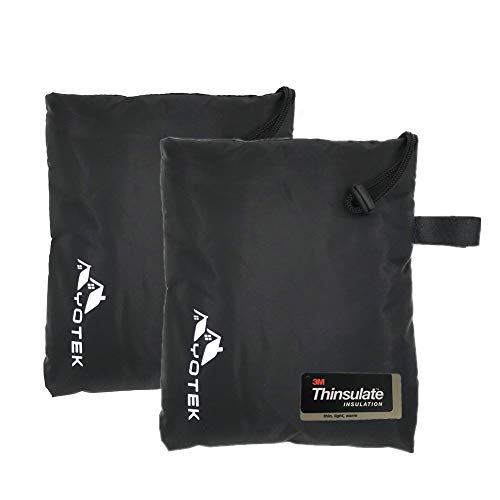
site : [http://www.shoppingguideg7.com/archives/104553 www.shoppingguideg7.com/archives/104553

Le Thinsulate est une fibre synthétique utilisée pour la fabrication de vêtements pour lesquels l'isolation thermique est une propriété recherchée. Le mot dérive de l'anglais thin, fin, et insulate, isolant.
Thinsulate est une marque déposée de la société américaine 3M. Le matériau a été mis sur le marché dans les années 1970.
Les fibres Thinsulate mesurent environ 15 µm de diamètre et sont plus fines que les fibres polyesters classiques utilisées pour assurer l'isolation thermique en confection. Cette taille de fibre et l'augmentation de densité qui en découle seraient à l'origine de l'efficacité en tant qu'isolant thermique du Thinsulate, d'après son fabricant 3M. Cependant, dans la plupart des isolants, une plus grande densité n'est pas recherchée puisque l'air est un très bon isolant, sans compter qu'une fibre moins dense devrait permettre de mieux éliminer l'humidité corporelle par évaporation. La société 3M compte néanmoins sur une isolation thermique importante couplée à une évaporation facile de la transpiration. 
Toujours d'après le fabricant, le Thinsulate serait, à épaisseur égale, plus isolant que le duvet de canard tout en étant moins volumineux et moins sensible à l'écrasement.
Différents grades de Thinsulate sont issus de différents mélanges de polymères, mais les plus répandus sont le polytéréphtalate d'éthylène (PET) ou un mélange de PET et de polypropylène. Certains matériaux Thinsulate sont faits à partir d'un copolymère PET–polyisophtalate d'éthylène et d'acrylique.